# أريك ميتشيل
أريك ميتشيل (بالإنجليزية: Eric Mitchell)‏ (و. 1992 – م) هو متزلج قفز، من كندا، ولد في كالغاري، شارك في ألعاب أولمبية شتوية 2010.

## روابط خارجية
- أريك ميتشيل على موقع الاتحاد الدولي للتزلج (القفز التزلجي) (الإنجليزية)
- أريك ميتشيل على موقع أوليمبيديا (الإنجليزية)